# GT/76 IK
GT/76 IK, är en flersektionsförening i Sverige som bildades 1976. Den bildades efter en sammanslagning av klubbarna Gubbängen SK och Tallens Idrottsklubb från Stockholmsförorterna Gubbängen respektive Tallkrogen. Föreningen har följande sektioner: Bandy, fotboll, handboll och en vilande boulesektion. I bandysektionen spelar A-laget spelar sina matcher i Division 1 i Bandyhallen i Gubbängen. G/T-76 IK Bandy har sin verksamhet inom Stockholms bandyförbunds distrikt. 
Fotbollen har i dagsläget ett herrlag i div 7 och spelar och tränar på Gubbängens IP.

## Bandy
Klubbens bandysektion har kallats världens största bandyklubb och har en bred satsning i ungdomssektionerna. Inför säsongen 2020/2021 invigdes Stockholmområdeta första inomhushall för bandy, Bandyhallen i Gubbängen, och blev GT/76:s hemmaplan.

## Handboll
GT/76 IK har spelat i högsta serien för damer, dåvarande elitserien, under fyra säsonger. I Elitserien i handboll för damer 2003/2004 kom man på nionde plats en klar förbättring från debuten 2001/2002 då man kom  sist med 16 förluster och inga poäng. 2004–2005 kom man näst sist ock åkte ur och efter ett år i division 1 var man åter i elitserien 2006-2007 då placeringen blev åter näst sist och ny degradering till division ett. I Maratontabellen ligger klubben på 35:e plats med 33 inspelade poäng på 4 säsonger.
Handbollssektionen heter idag GT Söder efter en sammanslagning med BK Söder 2009 och har sin verksamhet inom Stockholm Handbollförbund. Representationslaget damer spelar 2016/17 i Allsvenskan och handbollens hemmahall är Sköndalshallen. 2018/19 vann man allsvenskan och gick upp i Svensk handbollselit.
Tallens IK var en klubb med bland annat damhandboll på programmet som var med och bildade GT/76 1976. Tallens IK spelade i division 1 Östra innan damallsvenskan bildades 1971/1972.